# Пац, Антоний Михаил
Антоний Михаил Пац (ок. 1722 — 2 марта 1774) — государственный и военный деятель Великого княжества Литовского, писарь великий литовский (с 1750 года), полковник войск литовских (1754), староста бортянский.

## Биография
Представитель литовского магнатского рода Пацов герба «Гоздава». Сын каштеляна полоцкого Кшиштофа Константина Паца (ум. 1725) от второго брака с Барбарой Огинской.
Пан на Езно. В 1750 году Антоний Михаил Пац получил должность писаря великого литовского. В 1754 году получил чин полковника литовских войск. В 1764 году стал членом генеральной конфедерации Великого княжества Литовского.
3 августа 1757 года Антоний Михаил Пац в Варшаве был награждён орденом Белого орла. 28 августа 1757 года получил орден из рук польского короля Августа III Веттина.

## Семья
14 февраля 1744 года женился на Терезе Барбаре Радзивилл (1714—1780), дочери воеводы новогрудского Николая Фаустина Радзивилла (1688—1746) и Барбары Завиши (1690—1762), вдове маршалка надворного литовского Юзефа Сципио дель Кампо (ум. 1743). Дети:
- Юзефа Пац, жена сенатора-воеводы Царства Польского Томаша Вавжецкого
- Анна Пац, жена подкомория трокского Стефана Доминика Ромера
- Михаил Пац (1754—1800), генерал-майор (1783), староста ковенский и бортянский